# Cotgrave
Cotgrave is een civil parish in het bestuurlijke gebied Rushcliffe, in het Engelse graafschap Nottinghamshire.